# Тис-Ысат
Тис-Ысат (амх. ጥስ እሳት; Тис-Аббай, Водопады Голубого Нила) — водопады на реке Голубой Нил в регионе Амхара Эфиопии. В переводе с амхарского название означает «дымящаяся вода». Расположен около деревни Тис-Абай, в 30 км к юго-востоку от города Бахр-Дар и озера Тана.
Водопады представляют собой каскад, состоящий из большого верхнего водопада, и нескольких маленьких, расположенных ниже. Высота водопадов колеблется от 37 до 45 метров, а ширина от 100 до 400 метров, в зависимости от времени года и количества осадков. До 1960-х годов водопад был более мощным, но теперь часть воды из Голубого Нила поступает по искусственным каналам, расположенным выше водопада, на две гидроэлектростанции. Над водопадом часто образуется радуга. Это место привлекает многочисленных иностранных туристов.
Несколько ниже водопада река протекает в глубоком ущелье, через которое перекинут старейший в Эфиопии каменный мост, построенный португальскими миссионерами в 1626 году.

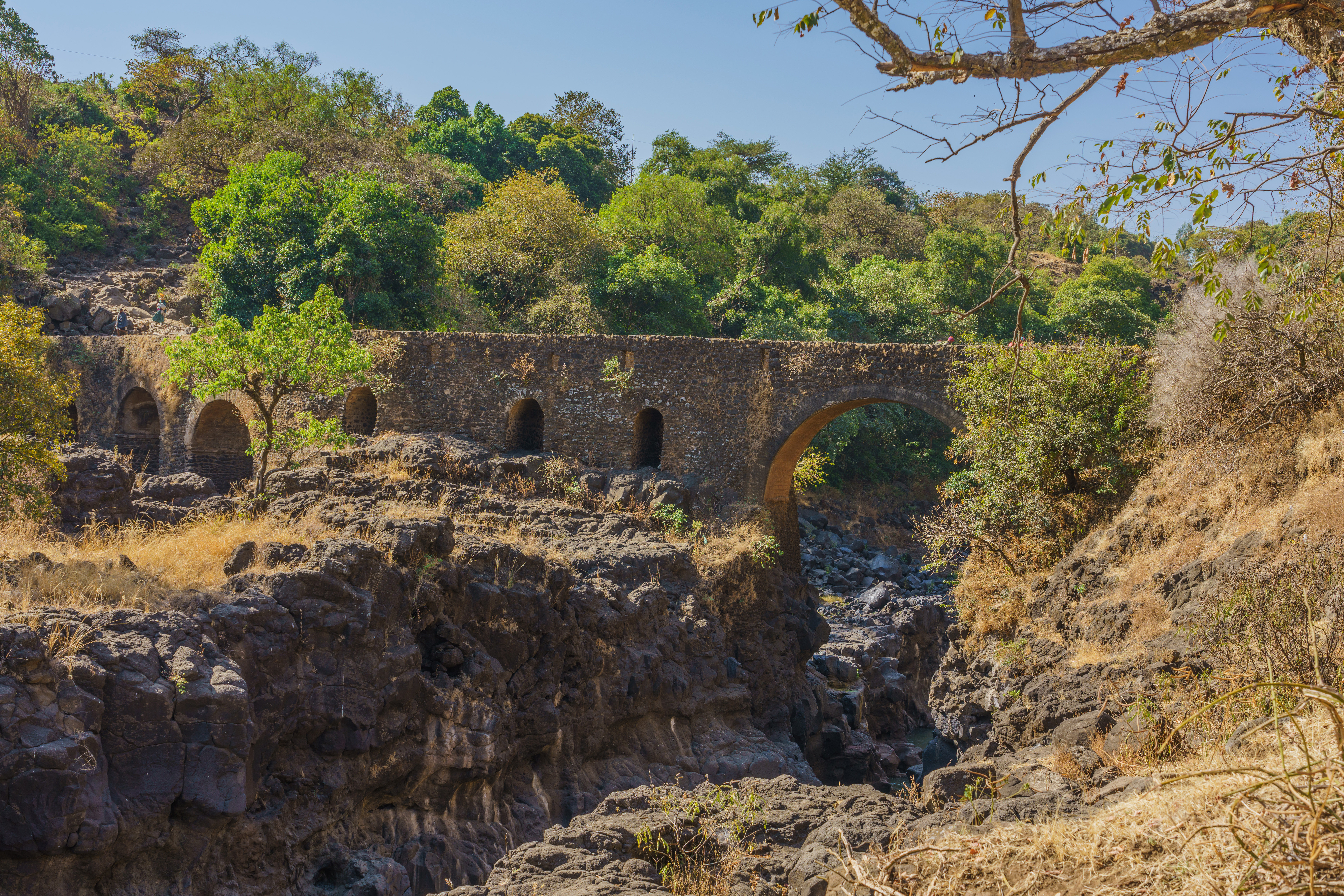
Старинный мост